# ナゼそこ?
『ナゼそこ?』は、2020年4月2日からテレビ東京系列で放送されているバラエティ番組。2012年10月26日から2020年3月23日までは『世界ナゼそこに?日本人 〜知られざる波瀾万丈伝〜』（せかいナゼそこに？にほんじん 〜しられざるはらんばんじょうでん〜）として放送されていた。

## 概要
- 2011年6月5日・8月28日、2012年4月1日の3回『日曜ビッグバラエティ』枠で放送された「世界のヘンピな所でがんばる日本人」（せかいのヘンピなところでがんばるにほんじん）を改題・リニューアルしてレギュラー化した番組である。
- 世界で活躍する日本人紹介の他にその国での社会問題や風俗、流行などの国情も紹介する。
- 最高視聴率は金曜時代が2012年11月23日放送分の3時間SPで11.1%[3]。月曜時代が2013年11月18日の2時間SPで11.4%。

### 金曜時代
- 本番組の開始に伴い金曜20時台に日本人にスポットを当てたドキュメンタリー番組が『この日本人がスゴイらしい。 Brand New Japan』終了以来1年半振りに復活することとなった。
- 19:53 - 19:57枠で放送されていたミニ番組『ヴィーナスの秘密』が2012年9月で終了したため、本番組は『ちょこっとイイコト 〜岡村ほんこん♥しあわせプロジェクト〜』以来1年ぶりに19:54 - 20:54枠での放送となった。
- 2012年12月14日放送分は前座番組『お金がなくても幸せライフ がんばれプアーズ!』とコラボレーションした“ワケあり人生応援SPを放送した[4]。
- 2013年10月から、金曜20時台に『金曜8時のドラマ』が新設されることになり、同月14日から本番組は月曜21時台に移動し、6分短縮される[5][6]。これにより、『世界を変える100人の日本人! JAPAN☆ALLSTARS』から続いてきた金曜20時台のバラエティ枠は本番組を以って幕を閉じることになった。

### 月曜時代
- 前座番組の『主治医が見つかる診療所』→『世界!ニッポン行きたい人応援団』と交互に20時から2時間SPを放送したり、放送時間を30分拡大した84分SPを放送することがある（同時間帯では木曜日に放送される『和風総本家』も同じ傾向にある）。また、改編期や年末年始を中心に『日経スペシャル 未来世紀ジパング〜沸騰現場の経済学〜』→『ドラマBiz』を休止して21時から2時間SPを放送する場合もある。
- 2019年に入ってからは、2時間スペシャルを放送する機会が増え、特に2019年6月以降は、2019年10月14日放送分を除き、全て2時間から3時間の長時間スペシャルでの放送となっている。
- 本番組は2020年3月限りで月曜日の放送を終了。同時間帯は『月曜プレミア8[7]』と題した2時間ドラマやバラエティなどの単発特別番組枠となり、同年4月2日から、木曜21時台の『二代目 和風総本家』の後番組として枠を移動し、かつタイトルも『ナゼそこ?』と改めて日本に焦点を当てる番組内容に一新した[8][1]。

### 放送時間の変遷
| 期間           | 期間           | 放送時間（日本時間）       |
| -------------- | -------------- | -------------------------- |
| 2012年10月26日 | 2013年09月27日 | 金曜 19:54 - 20:54（60分） |
| 2013年10月14日 | 2020年03月23日 | 月曜 21:00 - 21:54（54分） |
| 2020年04月02日 | 2025年03月27日 | 木曜 21:00 - 21:54（54分） |
| 2025年04月03日 | （現在）       | 木曜 20:58 - 21:54（56分） |

## 出演者
MC
- ユースケ・サンタマリア[注 1][2]
- 加藤綾子（2025年4月[9] - ）

### 過去の出演者
- 杉崎美香（2012年10月 - 2016年3月）[注 2][2]
- 渡部陽一
- 東貴博
- たかのてるこ（世界50カ国を渡り歩く日本人。準レギュラー）
- 大場美奈（SKE48）
- 新井恵理那[注 3]（2016年4月 - 2025年3月）[10]
- 秋元真夏[注 4][11]（2023年8月 - 2025年3月）

## 過去の企画コーナー
- ラーメンロード

渡部陽一が国名が書いてある箸を引きその国にあるラーメンを食べる企画。
- 仰天!日本ブーム

各国で出回っている日本発祥の施設、文化を紹介する。

## ネット局

### 金曜時代（2013年9月まで）
| 放送対象地域   | 放送局                    | 系列           | 放送開始日     | 放送日時            | 遅れ                             | 脚注              |
| -------------- | ------------------------- | -------------- | -------------- | ------------------- | -------------------------------- | ----------------- |
| 関東広域圏     | テレビ東京（TX）          | テレビ東京系列 | 2012年10月26日 | 金曜 19:54 - 20:54  | 制作局                           | 制作局            |
| 北海道         | テレビ北海道（TVh）       | テレビ東京系列 | 2012年10月26日 | 金曜 19:54 - 20:54  | 同時ネット                       |                   |
| 愛知県         | テレビ愛知（TVA）         | テレビ東京系列 | 2012年10月26日 | 金曜 19:54 - 20:54  | 同時ネット                       |                   |
| 大阪府         | テレビ大阪（TVO）         | テレビ東京系列 | 2012年10月26日 | 金曜 19:54 - 20:54  | 同時ネット                       |                   |
| 岡山県・香川県 | テレビせとうち（TSC）     | テレビ東京系列 | 2012年10月26日 | 金曜 19:54 - 20:54  | 同時ネット                       |                   |
| 福岡県         | TVQ九州放送（TVQ）        | テレビ東京系列 | 2012年10月26日 | 金曜 19:54 - 20:54  | 同時ネット                       |                   |
| 岐阜県         | 岐阜放送（GBS）           | 独立局         | 2012年10月26日 | 金曜 19:54 - 20:54  | 同時ネット                       |                   |
| 滋賀県         | びわ湖放送（BBC）         | 独立局         | 2012年10月26日 | 金曜 19:54 - 20:54  | 同時ネット                       |                   |
| 奈良県         | 奈良テレビ（TVN）         | 独立局         | 2012年10月26日 | 金曜 19:54 - 20:54  | 同時刻放送ではあるが、遅れネット | [ 注 5 ] [ 注 6 ] |
| 高知県         | 高知放送（RKC）           | 日本テレビ系列 | 2012年11月7日  | 日曜 9:55 - 10:55   | 遅れネット                       | [ 注 7 ]          |
| 新潟県         | 新潟放送（BSN）           | TBS系列        | 2012年11月10日 | 土曜 9:25 - 10:25   | 遅れネット                       | [ 注 7 ]          |
| 山形県         | テレビユー山形（TUY）     | TBS系列        | 2012年11月10日 | 土曜 12:00 - 12:54  | 遅れネット                       | [ 注 7 ]          |
| 秋田県         | 秋田放送（ABS）           | 日本テレビ系列 | 2012年11月10日 | 土曜 13:00 - 13:55  | 遅れネット                       |                   |
| 富山県         | 富山テレビ（BBT）         | フジテレビ系列 | 2012年11月10日 | 土曜 13:00 - 13:55  | 遅れネット                       | [ 注 7 ]          |
| 石川県         | 北陸放送（MRO）           | TBS系列        | 2012年11月10日 | 土曜 13:05 - 14:00  | 遅れネット                       |                   |
| 青森県         | 青森朝日放送（ABA）       | テレビ朝日系列 | 2012年11月10日 | 水曜 15:55 - 16:50  | 遅れネット                       | [ 注 8 ]          |
| 熊本県         | 熊本朝日放送（KAB）       | テレビ朝日系列 | 2012年11月10日 | 土曜 15:00 - 15:55  | 遅れネット                       | [ 注 7 ]          |
| 宮城県         | ミヤギテレビ（MMT）       | 日本テレビ系列 | 2012年11月11日 | 土曜 16:00 - 16:55  | 遅れネット                       | [ 注 7 ]          |
| 島根県・鳥取県 | 山陰放送（BSS）           | TBS系列        | 2012年11月17日 | 土曜 16:00 - 17:00  | 遅れネット                       |                   |
| 沖縄県         | 琉球朝日放送（QAB）       | テレビ朝日系列 | 2012年11月17日 | 土曜 14:00 - 14:55  | 遅れネット                       |                   |
| 岩手県         | 岩手めんこいテレビ（mit） | フジテレビ系列 | 2012年11月18日 | 日曜 13:55 - 14:55  | 遅れネット                       | [ 注 7 ]          |
| 福島県         | 福島中央テレビ（FCT）     | 日本テレビ系列 | 2012年11月24日 | 土曜 13:30 - 14:30  | 遅れネット                       |                   |
| 山口県         | 山口放送（KRY）           | 日本テレビ系列 | 2012年11月27日 | 火曜 9:30 - 10:25   | 遅れネット                       | [ 注 7 ]          |
| 静岡県         | 静岡第一テレビ（SDT）     | 日本テレビ系列 | 2012年12月4日  | 火曜 15:50 - 16:45  | 遅れネット                       |                   |
| 佐賀県         | サガテレビ（STS）         | フジテレビ系列 | 2013年4月13日  | 土曜 12:58 - 13:55  | 遅れネット                       |                   |
| 長崎県         | テレビ長崎（KTN）         | フジテレビ系列 | 2012年12月15日 | 土曜 13:00 - 13:55  | 遅れネット                       |                   |
| 愛媛県         | あいテレビ（itv）         | TBS系列        | 2013年1月6日   | 日曜 13:00 - 13:55  | 遅れネット                       |                   |
| 長野県         | テレビ信州（TSB）         | 日本テレビ系列 | 2013年1月13日  | 日曜 16:25 - 17:25  | 遅れネット                       |                   |
| 大分県         | 大分放送（OBS）           | TBS系列        | 2013年4月2日   | 火曜 23:58 - 翌0:58 | 遅れネット                       |                   |
| 広島県         | 中国放送（RCC）           | TBS系列        | 2013年4月7日   | 土曜 15:24 - 16:24  | 遅れネット                       |                   |
| 鹿児島県       | 鹿児島放送（KKB）         | テレビ朝日系列 | 2013年10月5日  | 土曜 10:30 - 11:30  | 遅れネット                       | [ 注 9 ]          |
| 和歌山県       | テレビ和歌山（WTV）       | 独立局         | 2014年1月11日  | 土曜 14:00 - 14:55  | 遅れネット                       |                   |

### 月曜時代（2020年3月まで）
| 放送対象地域   | 放送局                    | 系列           | 放送開始日     | 放送日時           | 遅れ       | 脚注      |
| -------------- | ------------------------- | -------------- | -------------- | ------------------ | ---------- | --------- |
| 関東広域圏     | テレビ東京（TX）          | テレビ東京系列 | 2013年10月14日 | 月曜 21:00 - 21:54 | 制作局     | 制作局    |
| 北海道         | テレビ北海道（TVh）       | テレビ東京系列 | 2013年10月14日 | 月曜 21:00 - 21:54 | 同時ネット |           |
| 愛知県         | テレビ愛知（TVA）         | テレビ東京系列 | 2013年10月14日 | 月曜 21:00 - 21:54 | 同時ネット |           |
| 大阪府         | テレビ大阪（TVO）         | テレビ東京系列 | 2013年10月14日 | 月曜 21:00 - 21:54 | 同時ネット |           |
| 岡山県・香川県 | テレビせとうち（TSC）     | テレビ東京系列 | 2013年10月14日 | 月曜 21:00 - 21:54 | 同時ネット |           |
| 福岡県         | TVQ九州放送（TVQ）        | テレビ東京系列 | 2013年10月14日 | 月曜 21:00 - 21:54 | 同時ネット |           |
| 岐阜県         | 岐阜放送（GBS）           | 独立局         | 2013年10月14日 | 月曜 21:00 - 21:54 | 同時ネット |           |
| 滋賀県         | びわ湖放送（BBC）         | 独立局         | 2013年10月21日 | 月曜 21:00 - 21:54 | 同時ネット | [ 注 10 ] |
| 奈良県         | 奈良テレビ（TVN）         | 独立局         | 2013年11月4日  | 月曜 21:00 - 21:54 | 同時ネット | [ 注 11 ] |
| 和歌山県       | テレビ和歌山（WTV）       | 独立局         | 2016年4月11日  | 月曜 21:00 - 21:54 | 同時ネット | [ 注 12 ] |
| 新潟県         | 新潟放送（BSN）           | TBS系列        | 2013年10月19日 | 土曜 14:00 - 14:54 | 遅れネット | [ 注 13 ] |
| 岩手県         | 岩手めんこいテレビ（mit） | フジテレビ系列 | 継続           | 土曜 12:00 - 12:55 | 遅れネット | [ 注 14 ] |
| 宮城県         | ミヤギテレビ（MMT）       | 日本テレビ系列 | 継続           | 土曜 14:30 - 15:25 | 遅れネット |           |
| 秋田県         | 秋田放送（ABS）           | 日本テレビ系列 | 継続           | 土曜 13:00 - 13:55 | 遅れネット |           |
| 山形県         | テレビユー山形（TUY）     | TBS系列        | 継続           | 土曜 12:00 - 12:54 | 遅れネット |           |
| 福島県         | 福島中央テレビ（FCT）     | 日本テレビ系列 | 継続           | 土曜 13:30 - 14:30 | 遅れネット |           |
| 長野県         | テレビ信州（TSB）         | 日本テレビ系列 | 継続           | 日曜 16:25 - 17:25 | 遅れネット |           |
| 富山県         | 富山テレビ（BBT）         | フジテレビ系列 | 継続           | 水曜 15:35 - 16:30 | 遅れネット |           |
| 石川県         | 北陸放送（MRO）           | TBS系列        | 継続           | 土曜 13:05 - 14:00 | 遅れネット |           |
| 鳥取県・島根県 | 山陰放送（BSS）           | TBS系列        | 継続           | 土曜 13:00 - 13:54 | 遅れネット |           |
| 愛媛県         | あいテレビ（itv）         | TBS系列        | 継続           | 土曜 16:00 - 16:54 | 遅れネット |           |
| 長崎県         | テレビ長崎（KTN）         | フジテレビ系列 | 継続           | 日曜 13:55 - 14:55 | 遅れネット |           |
| 青森県         | 青森朝日放送（ABA）       | テレビ朝日系列 | 継続           | 不定期放送         | 遅れネット |           |
| 静岡県         | 静岡第一テレビ（SDT）     | 日本テレビ系列 | 継続           | 不定期放送         | 遅れネット |           |
| 福井県         | 福井テレビ（FTB）         | フジテレビ系列 | 不明           | 不定期放送         | 遅れネット |           |
| 広島県         | 中国放送（RCC）           | TBS系列        | 継続           | 不定期放送         | 遅れネット |           |
| 熊本県         | 熊本朝日放送（KAB）       | テレビ朝日系列 | 継続           | 不定期放送         | 遅れネット |           |
| 鹿児島県       | 鹿児島放送（KKB）         | テレビ朝日系列 | 2013年11月23日 | 不定期放送         | 遅れネット |           |
| 沖縄県         | 琉球朝日放送（QAB）       | テレビ朝日系列 | 継続           | 不定期放送         | 遅れネット |           |

#### 過去にネットしていた局
- 大分放送：月曜 13:55 - 14:55に放送していたが、2017年9月11日をもって放送打ち切り。
- 山口放送：火曜 9:30 - 10:25に放送していたが、『スッキリ』のフルネット化に伴い、2019年9月17日をもって放送打ち切り。

### 木曜時代（2020年4月から）
| 放送対象地域   | 放送局                    | 系列           | 放送開始日    | 放送日時                                | ネット状況 | 備考      |
| -------------- | ------------------------- | -------------- | ------------- | --------------------------------------- | ---------- | --------- |
| 関東広域圏     | テレビ東京（TX）          | テレビ東京系列 | 2020年4月2日  | 木曜 21:00 - 21:54 ↓ 木曜 20:58 - 21:54 | 制作局     | 制作局    |
| 北海道         | テレビ北海道（TVh）       | テレビ東京系列 | 2020年4月2日  | 木曜 21:00 - 21:54 ↓ 木曜 20:58 - 21:54 | 同時ネット |           |
| 愛知県         | テレビ愛知（TVA）         | テレビ東京系列 | 2020年4月2日  | 木曜 21:00 - 21:54 ↓ 木曜 20:58 - 21:54 | 同時ネット |           |
| 大阪府         | テレビ大阪（TVO）         | テレビ東京系列 | 2020年4月2日  | 木曜 21:00 - 21:54 ↓ 木曜 20:58 - 21:54 | 同時ネット |           |
| 岡山県・香川県 | テレビせとうち（TSC）     | テレビ東京系列 | 2020年4月2日  | 木曜 21:00 - 21:54 ↓ 木曜 20:58 - 21:54 | 同時ネット |           |
| 福岡県         | TVQ九州放送（TVQ）        | テレビ東京系列 | 2020年4月2日  | 木曜 21:00 - 21:54 ↓ 木曜 20:58 - 21:54 | 同時ネット |           |
| 岐阜県         | 岐阜放送（GBS）           | 独立局         | 2020年4月2日  | 木曜 21:00 - 21:54 ↓ 木曜 20:58 - 21:54 | 同時ネット | [ 注 15 ] |
| 滋賀県         | びわ湖放送（BBC）         | 独立局         | 2020年4月2日  | 木曜 21:00 - 21:54 ↓ 木曜 20:58 - 21:54 | 同時ネット |           |
| 奈良県         | 奈良テレビ（TVN）         | 独立局         | 2020年4月2日  | 木曜 21:00 - 21:54 ↓ 木曜 20:58 - 21:54 | 同時ネット |           |
| 和歌山県       | テレビ和歌山（WTV）       | 独立局         | 2020年4月2日  | 木曜 21:00 - 21:54 ↓ 木曜 20:58 - 21:54 | 同時ネット |           |
| 宮城県         | ミヤギテレビ（MMT）       | 日本テレビ系列 | 継続          | 土曜 14:00 - 15:00                      | 遅れネット | [ 注 16 ] |
| 秋田県         | 秋田放送（ABS）           | 日本テレビ系列 | 継続          | 土曜 13:30 - 14:25                      | 遅れネット | [ 注 17 ] |
| 福島県         | 福島中央テレビ（FCT）     | 日本テレビ系列 | 継続          | 土曜 13:30 - 14:30                      | 遅れネット | [ 注 18 ] |
| 長野県         | テレビ信州（TSB）         | 日本テレビ系列 | 継続          | 日曜 16:25 - 17:25                      | 遅れネット |           |
| 山形県         | テレビユー山形（TUY）     | TBS系列        | 継続          | 金曜 13:55 - 14:49                      | 遅れネット | [ 注 19 ] |
| 石川県         | 北陸放送（MRO）           | TBS系列        | 継続          | 土曜 13:05 - 14:00                      | 遅れネット | [ 注 20 ] |
| 鳥取県・島根県 | 山陰放送（BSS）           | TBS系列        | 継続          | 土曜 13:00 - 13:54                      | 遅れネット |           |
| 愛媛県         | あいテレビ（itv）         | TBS系列        | 継続          | 土曜 15:54 - 16:54                      | 遅れネット |           |
| 岩手県         | 岩手めんこいテレビ（mit） | フジテレビ系列 | 継続          | 土曜 13:00 - 14:00                      | 遅れネット | [ 注 21 ] |
| 福井県         | 福井テレビ（FTB）         | フジテレビ系列 | 継続          | 日曜 13:00 - 14:00                      | 遅れネット |           |
| 長崎県         | テレビ長崎（KTN）         | フジテレビ系列 | 継続          | 日曜 13:55 - 14:55                      | 遅れネット |           |
| 青森県         | 青森朝日放送（ABA）       | テレビ朝日系列 | 継続          | 水曜 15:20 - 16:20                      | 遅れネット | [ 注 22 ] |
| 鹿児島県       | 鹿児島放送（KKB）         | テレビ朝日系列 | 継続          | 土曜 12:00 - 12:57                      | 遅れネット |           |
| 新潟県         | 新潟放送（BSN）           | TBS系列        | 2020年6月20日 | 土曜 14:00 - 14:54                      | 遅れネット |           |
| 山口県         | 山口放送（KRY）           | 日本テレビ系列 | 2022年4月     | 土曜 9:25 - 10:25                       | 遅れネット | [ 注 23 ] |
| 沖縄県         | 琉球朝日放送（QAB）       | テレビ朝日系列 | 2022年4月     | 木曜 9:55 - 10:50                       | 遅れネット | [ 注 24 ] |
| 佐賀県         | サガテレビ（STS）         | フジテレビ系列 | 2025年4月     | 日曜 12:00 - 12:55                      | 遅れネット |           |
| 静岡県         | 静岡第一テレビ（SDT）     | 日本テレビ系列 | 継続          | 不定期放送                              | 遅れネット | [ 注 25 ] |
| 広島県         | 中国放送（RCC）           | TBS系列        | 継続          | 不定期放送                              | 遅れネット |           |
| 大分県         | 大分放送（OBS）           | TBS系列        | 継続          | 不定期放送                              | 遅れネット |           |
| 富山県         | 富山テレビ（BBT）         | フジテレビ系列 | 継続          | 不定期放送                              | 遅れネット |           |
| 熊本県         | 熊本朝日放送（KAB）       | テレビ朝日系列 | 継続          | 不定期放送                              | 遅れネット | [ 注 26 ] |

#### 過去のネット局
- 宮崎放送（mrt・TBS系列）：2022年10月から木曜 10:25 - 11:20にネットを再開したが、2023年3月に再度打ち切り。

※三重テレビを除く独立局では、同時ネットで放送しているが、あくまで番販ネットのため、自主編成等で臨時非ネットとすることがある。

## 備考
- 2013年10月21日放送分は『パ・クライマックスシリーズファイナルステージ第4戦・東北楽天×千葉ロッテ』（18:30 - 21:54[注 27]）の放送のため[12]、急遽中止となった（延長分数が少なければ、繰り下げて放送する予定であった）。

## 世界平和統一家庭連合（旧統一教会）信者の出演
- 2016年6月、世界平和統一家庭連合（旧・統一教会）の信者が不適切な形で多数回にわたり、本番組に出演しているとして、全国霊感商法対策弁護士連絡会がテレビ東京に事実関係や出演の経緯などについて回答を申し入れたことが複数の報道機関から報じられた[13][14][15]。これに対しテレビ東京側は「きちんと取材した結果に基づいたもの」と回答したが、連絡会は「回答には納得できず、直接訪れて再度申し入れる」としている[15]。
- テレビ東京社長の高橋雄一は2016年6月の定例会見において、「あえて特定の宗教関係者を取り上げる趣旨はない。特定の宗教を広めることに加担するような番組を作らないことが大前提だ」とコメントしている[16]。
- 2018年6月18日に開催された第18期テレビ東京ホールディングス定時株主総会において株主からの質疑応答でもこのことが取り上げられた。[注 28]